# 柴田喜代子
柴田 喜代子（しばた きよこ、1924年12月6日 - 2005年9月9日）は、日本の声楽家。ソプラノ歌手。

## 経歴
1924年（大正13年）に大阪府で生まれる。1947年（昭和22年）に東京音楽学校 (旧制)声楽科を卒業。
1952年（昭和27年）に結成された二期会に所属。同会の第1回オペラ公演、プッチーニの「ラ・ボエーム」でヒロインのミミ役を演じた。この際、ロドルフォ役を務めた柴田睦陸と後に結婚。
その後も音楽活動を続け、1968年（昭和43年）に発売された音楽誌『音楽の友 26』の記事「現代日本の声楽家102人」の中でも取り上げられる存在であった。
後年、聖徳大学短期大学部教授を務めたほか、活水女子短期大学で後進指導にも当たった。